# Меттью Скотт
Меттью Скотт (англ. Matthew Scott) — вигаданий персонаж у науково-фантастичному телесеріалі «Зоряна брама: Всесвіт», роль виконує Брайан Дж. Сміт.

## Біографія
Батьки Скотта загинули в автокатастрофі, коли йому було 4 роки, вихованням Скотта займався католицький священик, який його усиновив. Пізніше Метт зізнався своєму прийомному батькові, що згрішив: його шістнадцятирічна подруга Енні Балік вагітна від нього. Коли Метью було 16 років, його прийомний батько загинув від алкоголізму.
Енні сказала Метту, що збирається зробити аборт. Пізніше вона змінила свою думку і народила дитину, Метью Скотт не знав, що у нього є син, поки тому не виповнилося 8 років.
Метью Скотт — лейтенант ВПС США, він бере участь у програмі Зоряних брам. На початок серіалу йому 26 років. Кілька місяців прослужив на позаземній базі «Ікар». Коли Ілай Воллес прибув на базу, Метью призначили його провідником.
Під час нападу на базу «Ікар», Скотт брав участь у її захисті, потім разом з іншим персоналом евакуювався на борт корабля Древніх «Доля». Останнім на борт евакуювався Янг, отримавши при цьому серйозну травму голови. Як старший офіцер, Метью прийняв командування на себе, що далося йому не зовсім легко.
На борту Метью зайнявся дослідженням корабля, після того, як «Доля» вийшла на орбіту однієї з планет, у складі іншої групи вирушив на поверхню цієї планети через Зоряну браму. Метт знайшов на цій планеті поклади мінералу, необхідного для очищення повітря на «Долі». Він ледь не загинув у пустелі, але завдяки сержанту Гріру встиг повернутися до Брами і на корабель.
У серії «Світло» лейтенант Скотт був одним з двох людей, кого полковник Янг вибрав, щоб відправити у шатлі на планету, без участі в лотереї.
Скотт — єдиний, крім полковників Янга і Телфорда, у кого на «Долі» офіційно є підготовка пілота, і він неодноразово пілотує шаттли «Долі».

## Приватне життя
Скотт у 16 років мав стосунки з Енні Балік, у них є син — Метью Балік. Скотт має серйозні відносини з Хлоєю Армстронг. Під час служби на «Ікарі» Метью був у близьких стосунках з Ванессою Джеймс, але пізніше розлучився з нею.

## Альтернативні всесвіти
- У серії «Час» Метью Скотт у двох часових лініях вирушав на планету-джунглі, обидва рази гинув, ставши жертвою хижаків. З'ясувавши, що необхідно зробити, щоб отримати ліки від вірусу і не піддатися нападу смертельно небезпечної інопланетної живності, в другій часовій лінії Метью записує все, що знає, на «кіно», відправляє його в нестабільну червоточину, в надії, що це врятує екіпаж «Долі». у наступній часовій петлі завдяки Метту всі залишаються в живих.
- Опинившись разом з іншими членами екіпажу «Долі» на невідомій планеті й одночасно на 2000 років у минулому, Метью Скотт стає одним із засновників земної колонії Новус. Він одружується на Хлої Армстронг.